# Henniges Automotive
Henniges Automotive – amerykańskie przedsiębiorstwo zajmujące się produkcją uszczelek i komponentów amortyzujących drgania na potrzeby przemysłu motoryzacyjnego. Firma została założona w 1863 roku. Jej główna siedziba znajduje się w mieście Auburn Hills w stanie Michigan. Pracuje w niej około 8000 osób.

## Lokalizacje

### Ameryka Północna

#### Stany Zjednoczone
- Ausburn Hills[4]
- Keokuk[6]
- New Haven[7]
- Reidsville[8]
- Frederick[9]

#### Kanada
- Burlington[10]

#### Meksyk
- Torreón[11]
- Gómez Palacio[12]
- Zapopan

### Europa

#### Niemcy
- Viersen[13]
- Monachium[14]

#### Polska
- Prudnik[15]

#### Czechy
- Hranice[16]
- Kosmonosy[17]

### Azja

#### Chińska Republika Ludowa
- Changchun[14]
- Tieling[14]
- Pekin[14]
- Taicang[18]
- Chengdu[14]
- Suzhou[19]